# 钝萼野靛棵
钝萼野靛棵（学名：Mananthes amblyosepala）为爵床科野靛棵属下的一个种。

## 扩展阅读
- 維基物種上的相關：钝萼野靛棵